# Gábor Obitz
Gábor Obitz (18 gennaio 1899 – 10 marzo 1953) è stato un calciatore e allenatore di calcio ungherese, di ruolo centrocampista.

## Carriera
Da giocatore ottenne i maggiori successi con il Ferencváros, squadra con al quale vinse 2 volte il campionato ungherese, 3 volte la Coppa di Ungheria e 1 volta la Coppa Mitropa. Con la nazionale ungherese prese parte ai Giochi Olimpici del 1924.
In seguito divenne allenatore ed arrivò a sedere sulla panchina della nazionale finlandese.

## Palmarès

### Giocatore

#### Competizioni nazionali
- Campionato ungherese: 2

Ferencvaros: 1926-1927, 1927-1928
- Coppa d'Ungheria: 3

Ferencvaros: 1921-1922, 1926-1927, 1927-1928

#### Competizioni internazionali
- Coppa Mitropa: 1

Ferencvaros: 1928